# Euglossa leucotricha
Euglossa leucotricha là một loài Hymenoptera trong họ Apidae. Loài này được Rebêlo & Moure mô tả khoa học năm 1995.